# Zsolt Gyulay
Zsolt Gyulay (Vác, 12 de septiembre de 1964) es un deportista húngaro que compitió en piragüismo en la modalidad de aguas tranquilas.
Participó en tres Juegos Olímpicos de Verano entre los años 1988 y 1996, obteniendo un total de cuatro medallas, dos de oro y dos de plata. Ganó catorce medallas en el Campeonato Mundial de Piragüismo entre los años 1986 y 1995.

## Palmarés internacional
| Juegos Olímpicos   | Juegos Olímpicos       | Juegos Olímpicos  | Juegos Olímpicos |
| Año                | Lugar                  | Medalla           | Evento           |
| ------------------ | ---------------------- | ----------------- | ---------------- |
| 1988               | Seúl (Corea del Sur)   | Medalla de oro    | K1 500 m         |
| 1988               | Seúl (Corea del Sur)   | Medalla de oro    | K4 1000 m        |
| 1992               | Barcelona (España)     | Medalla de plata  | K1 500 m         |
| 1992               | Barcelona (España)     | Medalla de plata  | K4 1000 m        |
| Campeonato Mundial |                        |                   |                  |
| Año                | Lugar                  | Medalla           | Evento           |
| 1986               | Montreal (Canadá)      | Medalla de plata  | K1 500 m         |
| 1986               | Montreal (Canadá)      | Medalla de oro    | K4 1000 m        |
| 1987               | Duisburgo (RFA)        | Medalla de oro    | K4 1000 m        |
| 1989               | Plovdiv (Bulgaria)     | Medalla de oro    | K1 1000 m        |
| 1989               | Plovdiv (Bulgaria)     | Medalla de oro    | K4 1000 m        |
| 1990               | Poznań (Polonia)       | Medalla de oro    | K4 1000 m        |
| 1991               | París (Francia)        | Medalla de bronce | K1 500 m         |
| 1991               | París (Francia)        | Medalla de bronce | K2 500 m         |
| 1991               | París (Francia)        | Medalla de oro    | K4 1000 m        |
| 1993               | Copenhague (Dinamarca) | Medalla de bronce | K4 500 m         |
| 1993               | Copenhague (Dinamarca) | Medalla de plata  | K4 1000 m        |
| 1995               | Duisburgo (Alemania)   | Medalla de bronce | K2 200 m         |
| 1995               | Duisburgo (Alemania)   | Medalla de plata  | K2 500 m         |
| 1995               | Duisburgo (Alemania)   | Medalla de plata  | K4 1000 m        |